# Telipogon roberti
Telipogon roberti är en orkidéart som beskrevs av Norris Hagan Williams och Robert Louis Dressler. Telipogon roberti ingår i släktet Telipogon och familjen orkidéer.
Artens utbredningsområde är Bolivia. Inga underarter finns listade i Catalogue of Life.